# Mario Massouh Elmir
Mario Ramez Massouh Elmir (Buenos Aires; 29 de agosto de 1930 - ibidem; 5 de marzo de 2005) fue un oficial naval, poeta, periodista y activista político argentino de afiliación peronista.

## Biografía

### Primeros años y familia
Nació el 29 de agosto de 1930 en Buenos Aires, en el seno de una familia cristiana de origen sirio-libanés. Notoriamente, era sobrino de la enfermera y activista política nacida en Trípoli Juliette Elmir, casada con el también activista Antún Saadeh, fundador del Partido Social Nacionalista Sirio y exiliado por años en Argentina del mandato francés en su país. Massouh llamaría a su hija mayor «María Julieta» en honor a su tía Juliette misma, que a razón de la muerte sumaria de su esposo en 1949 se convirtió en la primera mujer presa política de Siria y del mundo árabe.

### Resistencia Peronista
En abril del año siguiente a la caída de Perón, consiguió un ejemplar de la edición chilena de La fuerza es el derecho de las bestias mediante la red de vínculos del empresario Jorge Antonio, la cual editó junto a quien sería su primera esposa, María Hesaín, clandestinamente en un contexto de proscripción total del peronismo. Una primera edición fue ilustrada por Alfredo Bettanín y una segunda por Juan Lamela; esta última con la colaboración adicional de Eduardo Manso, Humberto Castañares y Rubén Decarloantonio para su reproducción en 350 ejemplares en un taller sin electricidad de Lomas de Zamora.
Massouh, acompañado por María, frecuentaba las reuniones que se llevaban a cabo en el departamento del «Capitán Marcos» en Once. Otros de los asistentes eran Claudio Francia (que eventualmente se exiliaría en Bolivia) y el periodista y escritor José María Castiñeira de Dios. Otro lugar donde el matrimonio conocía las directivas de Perón era el taller mecánico de la familia Asad en la intersección de las calles Paseo Colón e Independencia. En esas reuniones, la pareja trabaría amistad con Enrique Pavón Pereyra, Fermín Chávez y su esposa Nelly, Fernando García Della Costa, Vicente Trípoli, Antonio Nella Castro, José María Rosa y su esposa Colita, Alicia Eguren, Juan Puigbo y Miguel Unamuno, entre otros.
Tras apoyar el fallido levantamiento del general Juan José Valle, fue detenido en la cárcel de Caseros. Durante su detención, le entregaba clandestinamente a María en sus visitas material que ella llevaba a su vez a Valentín Thiebaut para que saliera a la luz en el periódico El Guerrillero. Ante la distracción de la custodia durante un traslado a Tribunales a principios de 1957, Massouh logró escapar, tras lo que asumió la dirección de El Guerrillero debido al encarcelamiento de los directores anteriores. A su vez, se incorporó al CEIPAP, referenciado por John William Cooke en su correspondencia con Perón como la central de los intelectuales que escribían para las publicaciones de la resistencia peronista.
El 26 de junio de 1959, dio un discurso en el Sindicato de los Trabajadores de la Alimentación en homenaje al recientemente fallecido Raúl Scalabrini Ortiz, en el que reinvindicó su rol en el 17 de octubre de 1945.
Entrada la presidencia de Arturo Frondizi, apoyó la toma del Frigorífico Lisandro de la Torre; episodio del que nació la revista Barricada. En 1962, adhirió junto a su esposa a la candidatura de Andrés Framini a gobernador de la provincia de Buenos Aires en las elecciones de ese año, que quedarían invalidadas con el golpe del 29 de marzo. Por esos mismos años, comenzó a escribir para el diario Clarín.
Contrajo matrimonio formalmente con María en noviembre de 1961 tras años de relación, con quien tuvo dos hijas: María Julieta y María Celia Catalina. En 1966, la pareja se separararía de hecho y eventualemte Mario volvería a casarse con Gloria Buzzo.
En 1965, ilustró el libro Crónicas ilusas de Vicente Trípoli. Para 1971, consta que colaboraba para la revista Semana Gráfica y para 1972, para la revista Siete Días Ilustrados de César Civita.

### Entelequiay años posteriores
En 1987, fundó la revista Entelequia, enfocada a cuestiones de comunicación y que luego evolucionaría a comiquería y librería con tindas físicas propias y distribución; la cual dirigió hasta su muerte y que luego continuó bajo la dirección de una de sus hijas. Como reservista naval, en 2003 fue ascendido a Teniente de Navío. Junto a Gregorio Hernando, escribió el tango Tal vez no tenga fin, con música de Horacio Salgán.
Falleció en Buenos Aires el 5 de marzo de 2005. Personalidades y entidades como la Armada Argentina, la Fundación Escuela de Guerra Naval (de la cual era cofundador) y Mariano Cúneo Libarona lamentaron públicamente su deceso.